# 銀河丸 (2代)
銀河丸は、航海訓練所が保有していた航海練習船。本項目では、1972年に竣工した2代目を取り扱う。

## 概要
銀河丸 (初代)の代船として日本鋼管清水造船所で建造され、1972年12月23日に竣工した。
銀河丸 (3代)の就航により、2004年6月に引退したが、同年10月に海王丸 (2代)が平成16年台風第23号の避泊中に走錨して座礁、長期離脱を余儀なくされたため、代船として同年12月より銀河IIと改名して再就航した。その後、海王丸の復帰により、2005年12月17日で訓練航海を終了した。
本船は商船三井に売却され、同社の航海練習船として運用するため常石造船で改装を受け、2007年7月1日にSpirit of MOLとして命名式を行い、訓練航海を開始した。
その後、約5年間で2,200名以上の職員候補生の乗船訓練を行うなど活躍したが、2013年3月23日、マニラ港で退役式典を開催、引退した。同年、中国で解体された。

## 設計
先に建造された青雲丸 (初代)を母体として設計されたが、船型を初めとして各所に改良が加えられた。
- 船型の大型化と速力の増大
- 将来的な実習生の増加に備えた拡大可能な収容施設
- 訓練甲板・演習室・教室などの訓練用施設の充実と配置の合理化
- 長期の訓練航海を考慮した空調設備、色彩設計、居室・教室の騒音低減
- 糧食用倉庫と運搬設備を含む調理室設備の改善

船体の主要構造は横置肋骨方式で、船体中央部に配置された主機械室・主発電機室は二重底、それ以外の部分は一重底となっている。